# Invasão de Uganda de 1977
A invasão de Uganda em 1977 foi uma tentativa armada dos exilados ugandenses de depor o governo do presidente Idi Amin. Os exilados estavam baseados no Quênia, organizados como "Movimento de Libertação de Uganda" e desfrutavam de apoio estrangeiro encoberto. Uma agência de inteligência ugandense e um membro do grupo rebelde alegaram que Israel estava apoiando os insurgentes, mas isso não foi confirmado de forma independente. O governo de Uganda foi informado dos planos dos rebeldes com antecedência. Consequentemente, a invasão falhou quando os rebeldes foram confrontados e derrotados pelo Exército de Uganda depois de cruzar a fronteira Quênia-Uganda em outubro de 1977. Amin permaneceu no poder até ser derrubado durante a Guerra Uganda-Tanzânia.

## Antecedentes
Em 1971, um golpe militar derrubou o presidente de Uganda, Milton Obote. O coronel Idi Amin se instalou como novo presidente de Uganda e governou o país sob uma ditadura repressiva.  Após o golpe, Amin lançou expurgos de seus inimigos, e empoderou a seus próprios seguidores para consolidar seu regime. Os militares do país, oficialmente conhecidos como Exército de Uganda, foram os mais afetados por esse empreendimento. Grande parte de sua liderança foi morta ou expulsa, enquanto membros de grupos étnicos e religiosos que apoiavam Amin foram recrutados e promovidos em massa.  Também foi instituída uma nova agência de inteligência, o State Research Bureau (SRB), que operava uma grande rede de informantes.
Dezenas de milhares de ugandeses fugiram para o exílio durante o governo de Amin e alguns grupos políticos e militantes foram organizados com o objetivo de depô-lo. A maior parte da oposição armada estava baseada na Tanzânia, que havia apoiado o ex-presidente Obote e que era mais favorável ao movimento anti-Amin. No entanto, cerca de dez mil exilados viviam no Quênia, um país que geralmente tentava evitar conflitos com Uganda e, consequentemente, desaprovava as atividades anti-Amin. Apesar disso, pelo menos uma dezena de grupos clandestinos de exilados emergiram no Quênia ao longo dos anos. Estes, geralmente permaneceram fracos e fragmentados, em parte devido à supressão de seu trabalho no Quênia, em parte devido ao fato de pertencerem a movimentos políticos rivais. Como a maioria dos grupos de exilados no Quênia eram pró-ocidentais, ao contrário de muitos exilados na Tanzânia, desfrutaram de algum apoio discreto dos Estados Unidos, Reino Unido e Israel. Os exilados quenianos também foram auxiliados por organizações cristãs, alguns partidos políticos da Europa Ocidental e outros "patronos incomuns", como o evangelista estadunidense Billy Graham, vendedores internacionais de armas e a máfia italiana.

## Complô e invasão do Movimento de Libertação de Uganda
Em 1976, exilados baseados em Nairóbi formaram a "Sociedade de Uganda", liderada por Martin Aliker e Yusuf Lule. O grupo solicitou armamento e treinamento aos Estados Unidos e Israel, inclusive se reunindo com o secretário de Estado dos Estados Unidos, Henry Kissinger. Com base em suas investigações, os jornalistas Tony Avirgan e Martha Honey concluíram que esse lobby resultou na formação do "Movimento de Libertação de Uganda" em 1977. Esse grupo não era apoiado pelo governo queniano, mas ganhou algum apoio estrangeiro e acesso a armamentos. Avirgan e Honey não conseguiram verificar se mercenários estrangeiros ajudaram os rebeldes. Um membro do Movimento de Libertação de Uganda alegou que os combatentes do grupo haviam treinado em Israel, mas suas declarações foram questionadas por outros exilados. O State Research Bureau tomou conhecimento dos planos do Movimento de Libertação de Uganda. A agência de inteligência concluiu que a força rebelde incluía "comandos" treinados por Israel e era apoiada por pessoas de dentro de Uganda, incluindo o oficial do exército John Ruhinda, bem como mercenários estrangeiros de Israel, África do Sul e Reino Unido. O SRB acreditava que os rebeldes planejavam transferirem-se para a Tanzânia, de onde lançariam uma invasão. Avirgan e Honey descreveram essas conclusões como "uma mistura de fato e fantasia", embora geralmente em linha com relatos de exilados. 
Embora o governo ugandense tenha sido avisado pelo SRB sobre o complô rebelde e estivesse preparado, a invasão do Movimento de Libertação de Uganda não foi exatamente como a agência de inteligência havia previsto. Os insurgentes não se deslocaram para a Tanzânia antes de começar o seu ataque,  em vez disso cruzaram a fronteira Uganda-Quênia em outubro de 1977.  No entanto, os rebeldes foram rapidamente localizados por soldados do Exército de Uganda, que abriram fogo. Alguns militantes do Movimento de Libertação de Uganda foram mortos ou capturados, mas a maioria simplesmente se separou e fugiu.

## Consequências
Embora não tenha oferecido apoio aos rebeldes, o governo queniano teria ficado desapontado com o fracasso da invasão. Consequentemente, continuou a dificultar as atividades dos exilados anti-Amin, mas os exilados continuaram a se organizar e conspirar contra o governo ugandense a partir do Quênia.  Amin foi deposto durante a Guerra Uganda-Tanzânia de 1978-1979. Os exilados ugandenses, incluindo grupos baseados no Quênia, apoiaram os tanzanianos durante o conflito. O suposto apoiador do Movimento de Libertação de Uganda, John Ruhinda, juntou-se ao Exército de Libertação Nacional de Uganda pró-Tanzânia durante a Guerra Uganda-Tanzânia.

### Obras citadas
- Avirgan, Tony; Honey, Martha (1983). War in Uganda: The Legacy of Idi Amin. Dar es Salaam: Tanzania Publishing House. ISBN 978-9976-1-0056-3
- Cooper, Tom; Fontanellaz, Adrien (2015). Wars and Insurgencies of Uganda 1971–1994. Solihull: Helion & Company Limited. ISBN 978-1-910294-55-0
- Mogire, Edward (2011). Victims as Security Threats: Refugee Impact on Host State Security in Africa. Burlington: Ashgate. ISBN 9780754678205

- Este artigo foi inicialmente traduzido, total ou parcialmente, do artigo da Wikipédia em inglês cujo título é «1977 invasion of Uganda».